# Friesland: Irrfeuer
Irrfeuer ist ein deutscher Fernsehfilm von Markus Sehr aus dem Jahr 2017. Es handelt sich um die vierte Folge der Fernsehreihe Friesland.

## Handlung
Auf einem Strandfest wird in den lodernden Flammen des traditionellen Deichbrandes von den Polizisten Özlügül und Jensen eine Leiche gefunden. Am folgenden Morgen trifft Kommissar Brockhorst aus Wilhelmshaven ein, dem sich ein Bild der Verwüstung bietet. Ein Großteil der Spuren wurde durch die Löscharbeiten der Feuerwehr vernichtet. Als ein Fernglas bei der verkohlten Leiche gefunden wird, befürchtet Jensen, dass es sich um die Hobby-Ornithologin Klara Wachstieg handelt, mit der er kurz zuvor eine Beziehung angefangen hat.
Dies bestätigt sich jedoch nicht; die Tote wird von Klara Wachstieg als ihre Kollegin Sabine Feig identifiziert. Feig sollte dafür sorgen, dass ein großes Brachland bei Leer, das ihr und ihrem Bruder Bertram gehörte, zum Vogelschutzgebiet erklärt wird, um zu verhindern, dass der Tourismusverband es aufkauft und einen großen Campingplatz für 3000 Gäste errichtet. Während Özlügül und Jensen im persönlichen Umfeld ermitteln, geht Kommissar Brockhorst Indizien nach, die auf einen möglichen Ritualmord hinweisen. Es finden sich zahlreiche Steine mit heidnischen Symbolen am Strand und auch als „Graffiti“ in der Stadt.
Für Özlügül und Jensen erweist sich Bertram Feig, der Bruder des Opfers, als derjenige, der am meisten vom Tod profitiert. Im Gegensatz zu seiner Schwester wollte er das Land unbedingt verkaufen. Zudem lagen die beiden Geschwister immer im Streit miteinander. Dass Sabine hinterhältig war, hatte auch ihre mittellose Kollegin Klara Wachstieg erfahren müssen, für die die Vogelkundearbeit nicht nur Hobby ist, sondern ihr das einzig mögliche Obdach bietet. Mitglieder des örtlichen Vogelschutzvereins beschuldigen Klara außerdem der Unterschlagung von Spendengeldern, die Sabine möglicherweise aufgedeckt hatte. Nachdem Insa Scherzinger in Sabines Leiche Reste von Tasergeschossen gefunden hat, die zu Klaras Elektroschockpistole passen, nimmt Jensen sie fest. Kommissar Brockhorst ist jedoch weiterhin davon überzeugt, dass der Täter männlich sein muss, denn nur ein kräftiger Mann hätte die Leiche zum Strand schleifen und im Scheiterhaufen positionieren können; außerdem ist er davon überzeugt, dass Ritualmorde ausschließlich von Männern verübt werden. So wird Wachstieg wieder auf freien Fuß gesetzt. Auf dem nächtlichen Heimweg im einsamen Brachland wird sie ebenfalls umgebracht.
Jensen hält inzwischen Sabine Feigs Exfreund Ralf Düsbeck für den Mörder, doch Özlügül entdeckt zufällig die überall gefundenen heidnischen Symbole auf einer CD einer regionalen Hardrock-Band. Diese Spur führt zum Leeraner Krug, der Stammkneipe der Musikgruppe. Der Sohn des Gastwirts sagt aus, dass sie die Symbole nur cool fanden, weil sie gut zu ihrer Musik passten. Mit den Morden hätten sie nichts zu tun.
Nachdem die Polizisten noch einmal mit Bertram Feig geredet haben, erfahren sie, dass bereits einige Leute in das neue Campingplatzobjekt investiert hatten, unter anderem auch Torben Martmann von der Stadtverwaltung. Ausgerechnet mit dessen Sohn Matthias ist Özlügül befreundet und stellt ihn zur Rede. Dabei rückt er heraus, dass er tatsächlich Sabine Feig aus Versehen überfahren hatte. Allerdings war sie da schon tot gewesen, was er jedoch nicht wusste.
Schließlich kann Ralf Düsbeck als Mörder überführt werden. Er schoss mit Klara Wachstiegs Elektroschockpistole auf Sabine Feig, worauf sie auf einen Stein stürzte und sich tödlich verletzte. Er legte die Leiche auf die Straße, um es wie einen Unfall aussehen zu lassen, wo sie vom angetrunkenen Matthias Martmann überfahren wurde. Später suchte Ralf Düsbeck den Tatort nochmals nach Sabines Hausschlüssel ab und wurde dabei von Klara Wachstieg überrascht. Als Jensen nach dieser Erkenntnis zu Ralf Düsbeck fährt, befürchtet Özlügül, er wolle Klaras Tod rächen, doch als sie und Brockhorst eintreffen, hat Jensen ihn lediglich zusammengeschlagen und gefesselt.
Im Verlauf dieser Folge erfahren Özlügül und Jensen, dass Jan Brockhorst ihr neuer Dienststellenleiter ist. Er wurde nach Leer strafversetzt und hofft insgeheim darauf, diese Maßnahme mit der alleinigen Aufklärung der Morde an Sabine Feig und Klara Wachstieg rückgängig machen zu können – allerdings vergebens.

## Rezeption

### Einschaltquoten
Die Erstausstrahlung am 25. Februar 2017 erreichte 7,34 Millionen Zuschauer, was einem Marktanteil von 23,4 % entspricht. Von den 14- bis 49-jährigen Zuschauern schalteten 16,1 Prozent ein.

### Kritiken
Volker Bergmeister kommt zu dieser Folge zu folgendem Urteil auf tittelbach.tv: „Zum vierten Mal zeigt das ZDF, dass auch hinterm Deich das Verbrechen lauert: ‚Friesland – Irrfeuer‘ wartet allerdings mit einer Story auf, die fast so flach ist wie die Insel, auf der Teile des Films gedreht wurden. Und auch die dramaturgische Umsetzung durch Markus Sehr ist eher konventionell geraten. Die Reihe kann den Schwung der ersten Episoden leider nicht mitnehmen: Nicht mit Pointen unterfüttert, aber auch nicht wirklich spannend ist dieser Krimi, der sich dank der lieb gewonnenen Kripo-Familie und deren guter Besetzung durchaus ohne Reue ansehen lässt. Für die gelungensten Momente ist vor allem Felix Vörtler zuständig. Und Thomas Schmauser macht wieder mal aus einer kleineren Rolle einen großen Auftritt.“
Die Frankfurter Neue Presse wertete: „Der vierte Film [der Friesland-Reihe] klappt richtig gut, obwohl er die Figurenzeichnung des Erstlings - Jens Jensen ist im Dorf verwurzelt und eher bequem, Süher Özlügül dagegen eine strebsame Einzelgängerin – nicht konsequent weiterentwickelt. Brockhorst hat seine cholerische Überheblichkeit zwar nicht völlig angelegt [sic!], aber auf ein glaubhaftes Maß reduziert. Er geht selbst auf Spurensuche, kombiniert schlüssig.“ „Auf mühsame Witze verzichtet ‚Irrfeuer‘ weitgehend. Der Witz zeigt sich diesmal eher beiläufig und intelligent mit den Schwächen der Figuren verknüpft. Was den Krimi insgesamt nicht nur zu einem richtig starken Vertreter der Serie ‚Friesland‘ gestaltet, sondern auch zum besten Samstagskrimi seit langem.“

## Running Gag
Als Running Gag ist in einer Hafen- oder Wasserszene jeder Folge, meist in einer Dialogpause, dasselbe kurze Delfingeräusch off camera im Hintergrund hörbar. In Irrfeuer erklingt es nach 46:25 Minuten.